# パルスオキシメーター
パルスオキシメーター (英: pulse oximeter) とは、皮膚を通して動脈血酸素飽和度（SpO2）と脈拍数を測定するための装置。赤い光の出る装置（プローブ）で指をはさむことで測定する。
検知器（プローブ）を指先（や耳たぶなど）に装着し、非侵襲的な方法で（簡単に言うと、切ったり刺したりせずに）、脈拍数と経皮的動脈血の酸素飽和度 (SpO2) をリアルタイムで計測および表示（モニター）するための医療機器である。モニター結果を内蔵メモリーに記録できる機器も存在する。

## 概要
体に針を刺したり切ったりすることなく、動脈血の酸素飽和度を簡便に計測できる装置である。麻酔管理、手術時、ICUなどで患者の状態をモニタするために用いられるほか、在宅酸素療法の患者指導などにも用いられている。体に針を刺したり切ったりすることなくSpO2の測定をして心肺機能が常時正常であるかを知る事ができるため、予備的な健康診断手法として利用することも可能である。
睡眠時を通してデータを記録できるタイプのものは、就寝中に呼吸が停止してSpO2が低下してしまう睡眠時無呼吸症候群のスクリーニング診断にも利用される。2020年以降のコロナ禍で新型コロナウイルスに感染し自宅療養となった人々に対し、療養中の健康状態を確認するためにパルスオキシメーターの貸与を行っている自治体も多い（本人がこの装置を使い自分で数値を確認し、もし担当者から電話があれば伝えたり、あるいは危機的な数値が表示されたら自身で自発的に救急車を呼ぶためなどの目的で使われている）。
- パルスオキシメーター
- パルスオキシメーター
- プローブの赤い光
- パルスオキシメーターの使用（動画）

スポーツのトレーニングの現場などでは、運動（身体活動）が妥当な範囲にあるかそれとも過度になっているか、を判断するのに小型・腕時計型のものが利用されることもある。近年では登山者（クライマー）が高山で活動する場合に、高度順化がうまくいっているかどうかの目安として携帯型パルスオキシメータを利用する例もある。
国際標準化機構 (ISO) では、パルスオキシメータの標準規格として、ISO 80601-2-61:2011「Medical electrical equipment -- Part 2-61: Particular requirements for basic safety and essential performance of pulse oximeter equipment 医用電気機器 - パート2-61：パルスオキシメータ機器の基礎安全および基本性能の個別要求事項」を規定している。

## 発明者
日本光電工業株式会社の青柳卓雄、岸道男、田貫甚之助によって昭和49年（1974年）に発明されたものである。1974年3月29日、日本光電工業株式会社の青柳卓雄らにより、パルスオキシメーターの原理に関する特許「光学式血液測定装置」が出願され、それに遅れること1ヶ月弱の1974年4月24日、パルスオキシメーターの開発を独自に進めていたミノルタカメラ（現コニカミノルタ）より、「オキシメーター」の特許出願がなされた。これらの発明は、後に全世界の患者の安全に計り知れないほど大きな進歩をもたらした。

## 原理
プローブは発光部と受光部（センサー）で構成されている。発光部は赤色光（波長約660ナノメートル (nm)）と赤外光（波長約940nm）を発し、これらの光が指先等を透過したもの（または反射したもの）を受光部（センサー）で測定する。

赤-赤外線波長における酸素化ヘモグロビン（HbO2）と脱酸素化ヘモグロビン（Hb）の吸収スペクトル

血液中のヘモグロビンは酸素との結合の有無により赤色光（脱酸素化ヘモグロビン(RHb)がよく吸収する）と赤外光（酸素化ヘモグロビン(O2Hb)がよく吸収する）の吸光度が異なるため、センサーで透過光や反射光を測定して分析することによりSpO2を測定することができる。透過光･反射光全体のうち動脈血を透過したものと静脈血や軟部組織を透過したものの区別は、拍動のある成分が動脈血によるものであることを利用する。このため、動脈の拍動が検知できない状態においては測定ができない。
また、拍動のある脈波成分より脈拍数を計数している。なお、以上の原理より明らかなように、これらがパルスオキシメーターで検知できているということは、パルスオキシメーターのプローブが取り付けられている位置（指先のような末梢）において血行が保たれていることも意味する。

## 歴史と種類
1977年にミノルタカメラ（現：コニカミノルタセンシング）の山西昭夫らによって、世界初の指先測定タイプのパルスオキシメータが商品化された。ミノルタカメラがアメリカにパルスオキシメーターを持ち込み、アメリカ合衆国のバイオクス社・ネルコア社がその技術を改良し、麻酔中のモニターとして、パルスオキシメーターがまずアメリカで1980年代に定着した。
初期のパルスオキシメーターは、据え置き型（スタンドアローン）で、患者のベッドサイドでモニタリングできるものが主流であった。1990年代になって、ヨーロッパで小型でハンドヘルドタイプのものが開発された。
日本では、ミノルタカメラが1992年のハンドヘルドタイプのPULSOX-5を発売している。1993年に、久保田博南により小型化・ポータブルタイプの必要性が提唱された。1997年に、コニカミノルタセンシングで腕時計タイプのものが商品化され、同時期以降、センサと本体を一体化して、手指につけられる超小型の装置が主流となった。

## 利用
同機器では、プローブの取り付けも簡単で、また無侵襲であるため、近年ではコンビニエンスストア等に、診断と同機器の貸し出しを求める申込書が置かれ、自宅に機器を宅配便にて配達してもらい、同封の説明書に従って機器を取り付けて測定、これを所定の医院に宅配便で返送する事で診断を行う有料サービスも一部地域で始まっている。2000年頃より、睡眠時無呼吸症候群による電車の操作ミス事故や交通事故の報道により、同症状が社会的に認知されるにつれ、気にはなっているが検査入院をしている暇がない人に利用されている模様である。また、酸素の少ない高地や航空機内での有用性が認識されつつあり、高山病予防などに役立つ機器として期待を集めている。また、他の病状に対する検査キットも開発・提供されている。

## 数値の意味
一般的にSpO2は96～99%が標準値とされ、安静時では95%以上である。
特に90％以下の場合は十分な酸素を全身の臓器に送れなくなった状態（呼吸不全）になっている可能性があるため、適切な対応が必要である（適切な対応をしないと命にかかわる）。
コロナ禍で日本の厚生労働省の研究班が策定した「新型コロナウイルス感染症（COVID-19）診療の手引き」では、新型コロナウイルス感染症患者の血中酸素飽和度が「96%以上」は「軽症」、「93%超〜96%未満」は「中等症Ⅰ（呼吸不全なし）」、「93%以下」は「中等症Ⅱ（呼吸不全あり）」とする便宜上的な分類法を提示した。
ただし生命維持に必要な酸素の各臓器への供給は、酸素飽和度のほか、ヘモグロビン濃度、心拍出量が関与している。必要とされる酸素量は酸素消費量と供給量のバランスであり、症例によっては、上で挙げた数値よりも高いSpO2が求められることもある。

## 注意点
拍動を感知することで、飽和度を測定する動脈血とそうでないものを判別するため、拍動の検知ができない極度の低血圧、極度の末梢の血流低下、無拍動型の人工心肺装置使用時には、正確な測定ができない。
通常、光の透過率で飽和度を測定する装置の原理上、一酸化炭素中毒、メトヘモグロビン血症などの場合も、SpO2を正確に測定できない。近年、一酸化炭素結合ヘモグロビンやメトヘモグロビンの吸光度を分離して測定し、これらの比率を連続的に表示できる製品が、販売されている。
他にも、マニキュア、色素（メチレンブルーやインドシアニングリーンなど）の投与、電気メスによる電気的干渉、体動、周囲光（アルミホイルによるプローブの遮光が有効）により、測定不能となることがある。
使用自体は簡単であるが、測定値の解釈には、本人の持病や体調が関わるため、医師の診断を仰ぐことが推奨される。

## 主なメーカー
- コニカミノルタセンシング（日本）
- 株式会社ドリテック（日本）
- オムロン ヘルスケア（日本）
- 株式会社エスエヌディ（日本）
- 日本精密測器（日本）
- 株式会社星医療酸器（日本）
- 小池メディカル（日本）
- ユビックス株式会社（日本）
- 日本光電工業（日本）
- マシモ（アメリカ合衆国）
- コヴィディエン（ネルコア、アメリカ合衆国）
- ノーニン（アメリカ合衆国）
- 株式会社トライアンドイー（日本）
- eastsidemed（日本）
- ダイキン工業株式会社（日本）

## 関連文献
- 日本呼吸器学会『Q&A パルスオキシメータハンドブック』（PDF）日本呼吸器学会、2014年3月。2024年2月24日閲覧。